# (66661) Wallin
(66661) Wallin est un astéroïde de la ceinture principale.

## Description
(66661) Wallin est un astéroïde de la ceinture principale. Il fut découvert le 2 octobre 1999 à Las Cruces par David S. Dixon. Il présente une orbite caractérisée par un demi-grand axe de 3,11 UA, une excentricité de 0,18 et une inclinaison de 28,2° par rapport à l'écliptique.

## Compléments